# Olifante (strumento musicale)

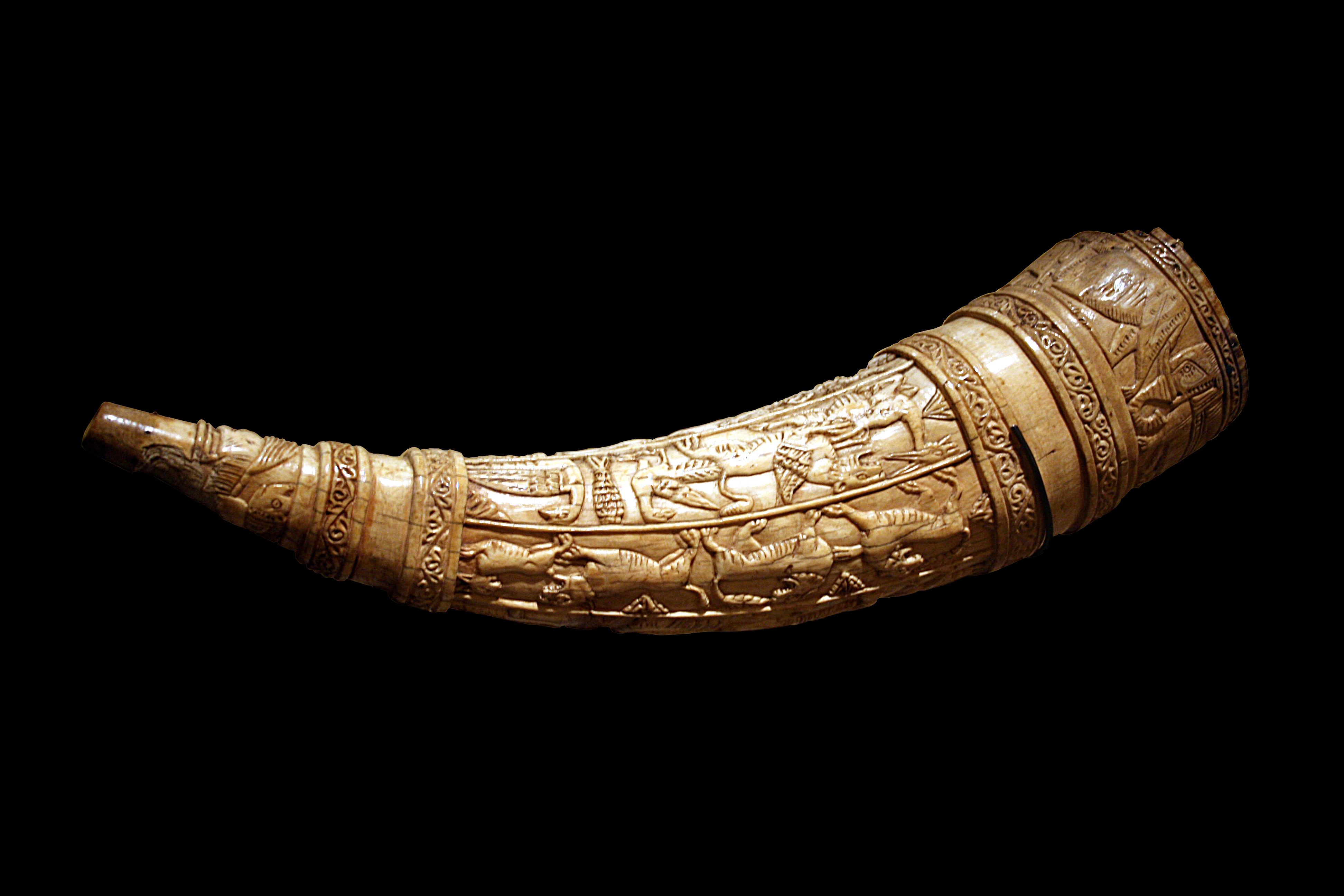
Musée de l'Armée di Parigi

L'olifante è uno strumento per produrre suoni, un corno da caccia ricavato da una zanna di elefante, utilizzato nel Medioevo. L'olifante è caratterizzato da decorazioni a rilievo, suddivise in tre fasce circolari riproducenti scene di caccia e di lotta fra animali. Ogni fascia è separata dall'altra da elementi decorativi geometrici. Sono presenti tre supporti per appenderlo a tracolla.

## Storia
La parola olifante deriva dall'antico francese olifant a sua volta dal latino elephantus, "elefante".
Nel Medioevo cristiano, il corno fu un materiale usato per realizzare oggetti di pregio, tra cui persino calici, anche se quest'ultimo uso fu presto proibito. Durevole invece fu la consuetudine medievale di adoperare ogni sorta di corni di ruminanti per farne vasi potori (vasi usati nell'antichità per contenere bevande; dal latino potorius, "che serve per bere", dalla stessa radice di potare, "bere"): molti di essi finirono nei tesori delle chiese e divennero reliquiari o vasi per l'olio santo; negli inventari del Quattrocento e Cinquecento sono descritti come zampe di grifo e si attribuivano loro poteri amuletici contro il male e il veleno, come per i corni di unicorno comuni nei tesori principeschi del Rinascimento.
Si facevano di corno anche i corni da caccia o per segnale, ma i più preziosi, gli olifanti, si ricavavano dall'avorio delle zanne d'elefante: se ne hanno nei musei e nei tesori delle chiese, di fattura orientale o bizantina con decorazioni specialmente di animali, che risalgono ai secoli dal IX al XII, e fin nell'XI secolo con rappresentazioni del circo che ricordano quelle degli antichi dittici; molti divennero poi reliquiari. Nel Medioevo erano adoperati corni di varia specie ma di forma pressoché uniforme: differivano se mai in certi particolari e negli ornamenti più o meno ricchi.
Servivano ugualmente per dare segnali nelle cacce, nelle adunanze e nelle battaglie.
Gli avori più antichi vennero portati dalla Sierra Leone tra la fine del Quattrocento ed i primi del Cinquecento, eseguiti dagli artisti della popolazione Sapi su richiesta dei portoghesi. Elemento caratteristico dello stile Sapi-portoghese è il disegno delle teste umane; un altro carattere tipico è la leggerezza delle decorazioni a rilievo che lascia libera buona parte della superficie.
I corni, usati in Africa per trasmettere messaggi di guerra, si presentavano bene come corni da caccia.

## L'Olifante di Orlando
Si conserva tuttora nel museo del duomo di Praga un corno che si pensa che sia quello che Rolando, secondo la leggenda, suonò a Roncisvalle, sebbene la Chanson de Roland racconta di come i suoi pezzi (l'eroe soffiò talmente forte nello strumento, per avvisare l'avanguardia dell'esercito di Carlo Magno, che l'olifante si ruppe) siano stati deposti sul colle di Saint-Seurin a Bordeaux, dove riposerebbero "altri cinque mila valorosi" morti nella battaglia. Orlando esitò fino all'ultimo prima di dare l'allarme al suo re, Carlo Magno. Cominciò poi a suonare con tutte le sue forze, tanto che ne morì. Il messaggio era arrivato a Carlo, ma ormai era troppo tardi. Ed era, insieme alla Durendala, l'oggetto alla quale Orlando non voleva rinunciare in punto di morte, anche perché carichi di una forte connotazione simbolica.